# Сан Себастијано (Пескара)
Сан Себастијано (итал. San Sebastiano) је насеље у Италији у округу Пескара, региону Абруцо.
Према процени из 2011. у насељу је живело 45 становника. Насеље се налази на надморској висини од 659 м.